# Golf Illustrated Gold Vase
Golf Illustrated Gold Vase is een golftoernooi dat in 1999 voor de 90e keer is gespeeld.
Het toernooi is voor amateurs. Het bestaat uit 36 holes strokeplay en wordt op één dag gespeeld. Tegenwoordig doen er 120 top-amateurs mee. Vanaf 1910 werd het jarenlang op Sunningdale gespeeld, het heeft ook 24 keer plaatsgevonden op Walton Heath. De laatste editie was in 2002, omdat het blad Golf Illustrated samen ging met Golf Weekly. 
| Jaar | Baan                      | Winnaar                                     |
| ---- | ------------------------- | ------------------------------------------- |
| 1910 | Sunningdale Golf Club     | Abe Mitchell                                |
| 1911 | Sunningdale Golf Club     |                                             |
| 1912 | Sunningdale Golf Club     |                                             |
| 1913 | Sunningdale Golf Club     |                                             |
| 1914 | Sunningdale Golf Club     | Harold H. Hilton                            |
| 1920 |                           | M W Seymour                                 |
| 1923 |                           | Oscar F. Willing en Francis Quimet          |
| 1930 | Sunningdale Golf Club     | Bobby Jones                                 |
| 1948 |                           | Dick Chapman                                |
| 1957 |                           | Guy Wolstenholme                            |
| 1961 |                           | Michael Bonallack                           |
|      |                           |                                             |
| 1967 |                           | Michael Bonallack                           |
| 1968 |                           | Michael Bonallack                           |
| 1969 |                           | Michael Bonallack                           |
| 1971 |                           | Michael Bonallack                           |
| 1975 |                           | Michael Bonallack                           |
| 1983 | Walton Heath Golf Club    | J.V.T.Marks                                 |
| 1984 | Walton Heath Golf Club    | Max Turner                                  |
| 1985 |                           | Mark Davis                                  |
| 1989 |                           | Gary Wolstenholme [dode link]               |
| 1993 |                           | Anthony Wall                                |
| 1995 | The Oxfordshire Golf Club |                                             |
| 1997 | Walton Heath Golf Club    | Mark James                                  |
| 1998 | Walton Heath Golf Club    | Rupert Rea                                  |
| 1999 | Walton Heath Golf Club    | Mark Side                                   |
| 2000 | Walton Heath Golf Club    | John Kemp.                                  |
| 2001 | Walton Heath Golf Club    | James Heath                                 |
| 2002 | Walton Heath Golf Club    | Andrew Inglis (lid Sunningdale Artisans GC) |

Het begon als toernooi voor spelers uit Zuid-Engeland, maar in 1914 deed Francis Ouimet uit de Verenigde Staten mee. Hij won als amateur het US Open in 1913. Andere winnaars waren o.a. de broers Rex en Lister Hartley, M W Seymour en Henry Abraham Mitchell (18 januari 1887)